# 梅斯 (朗德省)
梅斯（法語：Mées，法語發音：[mɛs]）是法国朗德省的一个市镇，位于该省西南部，达克斯市区以西，属于达克斯区。

## 地理
梅斯（43°42'7"N, 1°6'27"W）面积15.11 平方千米，位于法国新阿基坦大区朗德省，该省份为法国西南部沿海省份，是法國本土面积第二大的省，北起吉倫特省，西临大西洋，南至大西洋比利牛斯省，东临热尔省，东北与洛特-加龍省接壤。
与梅斯接壤的市镇（或旧市镇、城区）包括：昂古梅、達克斯、马热斯克、里维耶尔-萨斯和古尔比、圣保罗莱达克斯、泰尔西斯莱班。
梅斯的时区为UTC+01:00、UTC+02:00（夏令时）。

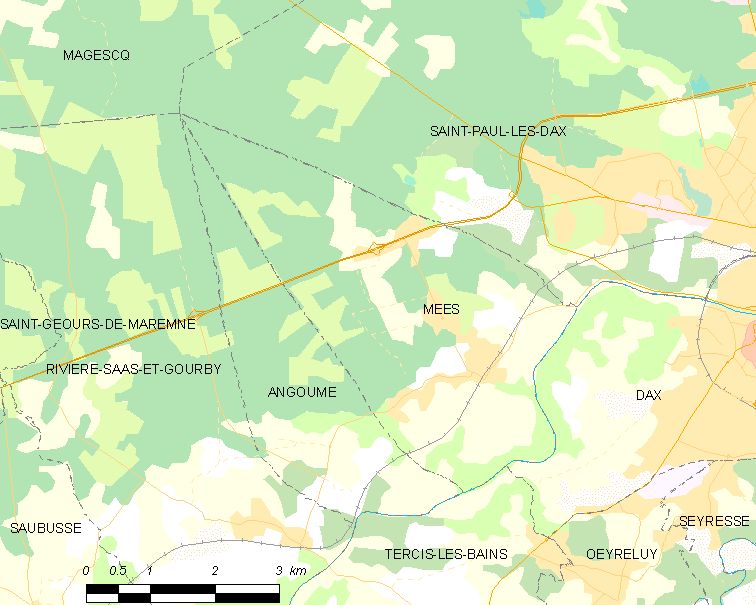
梅斯的OSM定位图

## 行政
梅斯的邮政编码为40990，INSEE市镇编码为40179。

## 政治
梅斯所属的省级选区为达克斯第一县。

## 人口

1962-2008年间梅斯人口变化图示

梅斯于2022年1月1日时的人口数量为1970人。